# Pržanec
Pržanec je potok, ki izvira v Pržanu v ČS Šentvid, nato teče skozi Dravlje in pod zemljo ter spet pride na plano v ljubljanski mestni četrti Koseze, nato pa teče ob PST ter se izliva v potok Glinščica, ki se nato izliva v Gradaščico, ta pa je levi pritok Ljubljanice.
V Pržanec se pri Koseškem bajerju izliva potok Mostec, ki izvira na ljubljanskem Rožniku.